# الكأس الدولية للأبطال 2016
الكأس الدولية للأبطال 2016 هي مجموعة مباريات كرة قدم ودية بدأت يوم 22 يوليو ومن المقرر أن تنتهي يوم 13 أغسطس 2016.
في ديسمبر 2015، أكد كل من يوفنتوس و‌توتنهام هوتسبير و‌ملبورن فيكتوري مشاركتهم في النسخة الأسترالية من المسابقة. تأكدت مشاركة أتلتيكو مدريد كمنافس رابع يوم 1 مارس 2016. يعتبر ملبورن فيكتوري أول نادٍ آسيوي يشارك في الكأس الدولية للأبطال منذ تأسيسها.
يوم 5 فبراير، أُعلنت مشاركة مانشستر سيتي للمرة الثانية على التوالي وهذه المرة في النسخة الصينية. يوم 23 مارس 2016، انضم إليهم كل من مانشستر يونايتد و‌بوروسيا دورتموند.
سوف تضم النسخة الأمريكية كلًا من إنتر ميلان، باريس سان جيرمان، بايرن ميونخ، برشلونة، تشيلسي، ريال مدريد، سلتيك، ليستر سيتي، ليفربول و‌ميلان.

## الفرق
أستراليا
| الدولة   | الفريق          | الموقع | الاتحاد | الدوري           |
| -------- | --------------- | ------ | ------- | ---------------- |
| أستراليا | ملبورن فيكتوري  | ملبورن | آفك     | الدوري الأسترالي |
| إنجلترا  | توتنهام هوتسبير | لندن   | يويفا   | الدوري الإنجليزي |
| إيطاليا  | يوفنتوس         | تورين  | يويفا   | الدوري الإيطالي  |
| إسبانيا  | أتلتيكو مدريد   | مدريد  | يويفا   | الدوري الإسباني  |

الصين
| الدولة  | الفريق           | الموقع   | الاتحاد | الدوري           |
| ------- | ---------------- | -------- | ------- | ---------------- |
| إنجلترا | مانشستر سيتي     | مانشستر  | يويفا   | الدوري الإنجليزي |
| إنجلترا | مانشستر يونايتد  | مانشستر  | يويفا   | الدوري الإنجليزي |
| ألمانيا | بوروسيا دورتموند | دورتموند | يويفا   | الدوري الألماني  |

الولايات المتحدة وأوروبا
| الدولة   | الفريق           | الموقع  | الاتحاد | الدوري            |
| -------- | ---------------- | ------- | ------- | ----------------- |
| إنجلترا  | تشيلسي           | لندن    | يويفا   | الدوري الإنجليزي  |
| إنجلترا  | ليستر سيتي       | لستر    | يويفا   | الدوري الإنجليزي  |
| إنجلترا  | نادي ليفربول     | ليفربول | يويفا   | الدوري الإنجليزي  |
| فرنسا    | باريس سان جيرمان | باريس   | يويفا   | الدوري الفرنسي    |
| ألمانيا  | بايرن ميونخ      | ميونخ   | يويفا   | الدوري الألماني   |
| إيطاليا  | إنتر ميلان       | ميلان   | يويفا   | الدوري الإيطالي   |
| إيطاليا  | ميلان            | ميلان   | يويفا   | الدوري الإيطالي   |
| اسكتلندا | سلتيك            | غلاسكو  | يويفا   | الدوري الاسكتلندي |
| إسبانيا  | برشلونة          | برشلونة | يويفا   | الدوري الإسباني   |
| إسبانيا  | ريال مدريد       | مدريد   | يويفا   | الدوري الإسباني   |

## الأماكن
أستراليا
| ملبورن                                         | ملبورنالكأس الدولية للأبطال 2016 (أستراليا) |
| ملعب ملبورن للكريكيت                           | ملبورنالكأس الدولية للأبطال 2016 (أستراليا) |
| 37°49′12″S 144°59′0″E / 37.82000°S 144.98333°E | ملبورنالكأس الدولية للأبطال 2016 (أستراليا) |
| السعة: 100،024                                 | ملبورنالكأس الدولية للأبطال 2016 (أستراليا) |
|                                                | ملبورنالكأس الدولية للأبطال 2016 (أستراليا) |

الصين
| بكين                                            | شنجن                                                      | بكين شنجن شانغهايالكأس الدولية للأبطال 2016 (الصين) | شانغهاي                                                  |
| الملعب الوطني                                   | ملعب لونغانغ                                              | بكين شنجن شانغهايالكأس الدولية للأبطال 2016 (الصين) | ملعب شانغهاي                                             |
| 39°59′30″N 116°23′26″E / 39.99167°N 116.39056°E | 22°41′49.70″N 114°12′43.90″E / 22.6971389°N 114.2121944°E | بكين شنجن شانغهايالكأس الدولية للأبطال 2016 (الصين) | 31°11′0.61″N 121°26′14.28″E / 31.1835028°N 121.4373000°E |
| السعة: 80،000                                   | السعة: 60،334                                             | بكين شنجن شانغهايالكأس الدولية للأبطال 2016 (الصين) | السعة: 56،842                                            |
|                                                 |                                                           | بكين شنجن شانغهايالكأس الدولية للأبطال 2016 (الصين) |                                                          |

الولايات المتحدة
| آن آربر                                                   | كولومبوس | باسادينا | شرق راذرفورد                                       |
| --------------------------------------------------------- | --- | --- | -------------------------------------------------- |
| ملعب ميشيغان                                              | ملعب أوهايو | روز بول | ملعب ميتلايف                                       |
| 47°35′42.72″N 122°19′53.76″W / 47.5952000°N 122.3316000°W | 40°0′6″N 83°1′11″W / 40.00167°N 83.01972°W                                                                               | 34°9′41″N 118°10′3″W / 34.16139°N 118.16750°W                                                                            | 40°44′12″N 74°9′1″W / 40.73667°N 74.15028°W        |
| السعة: 107،601                                            | السعة: 104،944 | السعة: 92،542 | السعة: 82،566                                      |
|                                                           | | |                                                    |
| شارلوت                                                    | آن آربر كولومبوس باسادينا شرق راذرفورد شارلوت سانتا كلارا مينيابوليس شيكاغو يوجين كارسونالكأس الدولية للأبطال 2016 (USA) | آن آربر كولومبوس باسادينا شرق راذرفورد شارلوت سانتا كلارا مينيابوليس شيكاغو يوجين كارسونالكأس الدولية للأبطال 2016 (USA) | سانتا كلارا                                        |
| ملعب بنك أمريكا                                           | آن آربر كولومبوس باسادينا شرق راذرفورد شارلوت سانتا كلارا مينيابوليس شيكاغو يوجين كارسونالكأس الدولية للأبطال 2016 (USA) | آن آربر كولومبوس باسادينا شرق راذرفورد شارلوت سانتا كلارا مينيابوليس شيكاغو يوجين كارسونالكأس الدولية للأبطال 2016 (USA) | ملعب ليفاي                                         |
| 35°13′33″N 80°51′10″W / 35.22583°N 80.85278°W             | آن آربر كولومبوس باسادينا شرق راذرفورد شارلوت سانتا كلارا مينيابوليس شيكاغو يوجين كارسونالكأس الدولية للأبطال 2016 (USA) | آن آربر كولومبوس باسادينا شرق راذرفورد شارلوت سانتا كلارا مينيابوليس شيكاغو يوجين كارسونالكأس الدولية للأبطال 2016 (USA) | 37°24′10.8″N 121°58′12″W / 37.403000°N 121.97000°W |
| السعة: 74,455                                             | آن آربر كولومبوس باسادينا شرق راذرفورد شارلوت سانتا كلارا مينيابوليس شيكاغو يوجين كارسونالكأس الدولية للأبطال 2016 (USA) | آن آربر كولومبوس باسادينا شرق راذرفورد شارلوت سانتا كلارا مينيابوليس شيكاغو يوجين كارسونالكأس الدولية للأبطال 2016 (USA) | السعة: 68,500                                      |
|                                                           | آن آربر كولومبوس باسادينا شرق راذرفورد شارلوت سانتا كلارا مينيابوليس شيكاغو يوجين كارسونالكأس الدولية للأبطال 2016 (USA) | آن آربر كولومبوس باسادينا شرق راذرفورد شارلوت سانتا كلارا مينيابوليس شيكاغو يوجين كارسونالكأس الدولية للأبطال 2016 (USA) |                                                    |
| مينيابوليس                                                | شيكاغو | يوجين | كارسون                                             |
| ملعب يو. إس. بانك                                         | سولدر فيلد | ملعب أوتزن | ستاب هاب سنتر                                      |
| 44°58′26″N 93°15′28″W / 44.97389°N 93.25778°W             | 41°51′45″N 87°37′0″W / 41.86250°N 87.61667°W                                                                             | 44°3′30″N 123°4′7″W / 44.05833°N 123.06861°W                                                                             | 33°51′52″N 118°15′40″W / 33.86444°N 118.26111°W    |
| السعة: 66،792                                             | السعة: 61،500 | السعة: 59،000 | السعة: 27،000                                      |
|                                                           | | |                                                    |

أوروبا
| لندن                                        | غلاسغو                                                | دبلن                                             | لندن غلاسغو دبلن سولنا ليمريكالكأس الدولية للأبطال 2016 (أوروبا) | سولنا                                         | ليمريك                                      |
| ملعب ويمبلي                                 | سلتيك بارك                                            | ملعب أفيفا                                       | لندن غلاسغو دبلن سولنا ليمريكالكأس الدولية للأبطال 2016 (أوروبا) | فريندز أرينا                                  | ثوموند بارك                                 |
| 51°33′21″N 0°16′47″W / 51.55583°N 0.27972°W | 55°50′58.96″N 4°12′20.12″W / 55.8497111°N 4.2055889°W | 53°20′6.5″N 6°13′42.0″W / 53.335139°N 6.228333°W | لندن غلاسغو دبلن سولنا ليمريكالكأس الدولية للأبطال 2016 (أوروبا) | 59°22′21″N 18°00′00″E / 59.37250°N 18.00000°E | 52°40′27″N 8°38′33″W / 52.67417°N 8.64250°W |
| السعة: 90،000                               | السعة: 60،411                                         | السعة: 51،700                                    | لندن غلاسغو دبلن سولنا ليمريكالكأس الدولية للأبطال 2016 (أوروبا) | السعة: 50،653                                 | السعة: 25،630                               |
|                                             |                                                       |                                                  | لندن غلاسغو دبلن سولنا ليمريكالكأس الدولية للأبطال 2016 (أوروبا) |                                               |                                             |

## المباريات

### أستراليا
| ملبورن فيكتوري | 1–1   | يوفنتوس    |
| -------------- | ----- | ---------- |
| إينغهام 83'    | تقرير | بلانكو 58' |

| يوفنتوس                 | 2–1   | توتنهام هوتسبير |
| ----------------------- | ----- | --------------- |
| ديبالا 6' · بن عطية 14' | تقرير | لاميلا 67'      |

| توتنهام هوتسبير | 0–1   | أتلتيكو مدريد |
| --------------- | ----- | ------------- |
|                 | تقرير | غودين 40'     |

### الصين
| مانشستر يونايتد | 1–4   | بوروسيا دورتموند                                      |
| --------------- | ----- | ----------------------------------------------------- |
| مخيتاريان 59'   | تقرير | كاسترو 19'، 86' · أوباميانغ 36' (ركلة.) · ديمبيلي 57' |

| مانشستر سيتي | ألغيت | مانشستر يونايتد |
| ------------ | ----- | --------------- |
|              |       |                 |

| بوروسيا دورتموند | 1–1   | مانشستر سيتي |
| ---------------- | ----- | ------------ |
| بوليزيتش 6+90'   | تقرير | أغويرو 79'   |

### الولايات المتحدة وأوروبا
| سلتيك      | 1–1   | ليستر سيتي |
| ---------- | ----- | ---------- |
| أوكانل 59' | تقرير | محرز 46'   |

| إنتر ميلان             | 1–3   | باريس سان جيرمان              |
| ---------------------- | ----- | ----------------------------- |
| يوفيتيتش 3+45' (ركلة.) | تقرير | أورييه 14'، 87' · كورزاوا 61' |

| ريال مدريد          | 1–3   | باريس سان جيرمان            |
| ------------------- | ----- | --------------------------- |
| مارسيلو 44' (ركلة.) | تقرير | إيكوني 2' · مونييه 35'، 40' |

| بايرن ميونخ                         | 3–3   | ميلان                                   |
| ----------------------------------- | ----- | --------------------------------------- |
| ريبيري 29'، 90' (ركلة.) · ألابا 38' | تقرير | نيانغ 23' · بيرتولاتشي 49' · كوتسكا 61' |

| تشيلسي    | 1–0   | ليفربول |
| --------- | ----- | ------- |
| كاهيل 10' | تقرير |         |

| برشلونة                                  | 3–1   | سلتيك       |
| ---------------------------------------- | ----- | ----------- |
| توران 11' · أمبروس 31' (ه.ذ.) · منير 41' | تقرير | غريفيثس 29' |

| ريال مدريد                     | 3–2   | تشيلسي            |
| ------------------------------ | ----- | ----------------- |
| مارسيلو 19'، 26' · ماريانو 37' | تقرير | هازارد 80'، 1+90' |

| إنتر ميلان  | 1–4   | بايرن ميونخ                    |
| ----------- | ----- | ------------------------------ |
| إيكاردي 90' | تقرير | غرين 7'، 30'، 35' · ريبيري 13' |

| ليفربول                  | 2–0   | ميلان |
| ------------------------ | ----- | ----- |
| أوريغي 59' · فيرمينو 73' | تقرير |       |

| باريس سان جيرمان                                        | 4–0   | ليستر سيتي |
| ------------------------------------------------------- | ----- | ---------- |
| كافاني 26' (ركلة.) · إيكوني 45' · لوكاس 64' · إدوار 90' | تقرير |            |

| برشلونة                                 | 4–2   | ليستر سيتي    |
| --------------------------------------- | ----- | ------------- |
| منير 26'، 45' · سواريز 34' · موخيكا 84' | تقرير | موسى 47'، 66' |

| بايرن ميونخ | 0–1   | ريال مدريد |
| ----------- | ----- | ---------- |
|             | تقرير | دانيلو 79' |

| ميلان           | 1–3   | تشيلسي                               |
| --------------- | ----- | ------------------------------------ |
| بونافينتورا 38' | تقرير | تراوري 24' · أوسكار 70' (ركلة.)، 87' |

| ليفربول                                                      | 4–0   | برشلونة |
| ------------------------------------------------------------ | ----- | ------- |
| ماني 15' · ماسكيرانو 47' (ه.ذ.) · أوريغي 48' · غروييتش 90+3' | تقرير |         |

| إنتر ميلان                 | 2–0   | سلتيك |
| -------------------------- | ----- | ----- |
| إيدير 45+1' · كاندريفا 71' | تقرير |       |

## الجداول

### أستراليا
| م | الفريق         | لعب | ف | ت | خ | أ.له | أ.ع | أ.ف | نقاط | النتيجة النهائية                           |
| - | -------------- | --- | - | - | - | ---- | --- | --- | ---- | ------------------------------------------ |
| 1 | يوفنتوس        | 1   | 1 | 0 | 0 | 3    | 2   | +1  | 3    | بطل الكأس الدولية للأبطال 2016 في أستراليا |
|   |                |     |   |   |   |      |     |     |      |                                            |
| 2 | أتلتيكو مدريد  | 1   | 1 | 0 | 0 | 1    | 0   | +1  | 3    |                                            |
| 3 | ملبورن فيكتوري | 0   | 0 | 0 | 0 | 1    | 1   | 0   | 0    |                                            |
| 4 | توتنهام هوتسبر | 2   | 0 | 0 | 2 | 1    | 3   | −2  | 0    |                                            |

### الصين
بما أنه تم إلغاء إحدى المباريات، لم يتم الإعلان عن فائز بالبطولة.
| م | الفريق           | لعب | ف | ت | خ | أ.له | أ.ع | أ.ف | نقاط |
| - | ---------------- | --- | - | - | - | ---- | --- | --- | ---- |
| 1 | بوروسيا دورتموند | 1   | 1 | 0 | 0 | 5    | 2   | +3  | 3    |
| 2 | مانشستر سيتي     | 0   | 0 | 0 | 0 | 1    | 1   | 0   | 0    |
| 3 | مانشستر يونايتد  | 1   | 0 | 0 | 1 | 1    | 4   | −3  | 0    |

### الولايات المتحدة وأوروبا
| م  | الفريق           | لعب | ف | ت | خ | أ.له | أ.ع | أ.ف | نقاط | النتيجة النهائية                                           |
| -- | ---------------- | --- | - | - | - | ---- | --- | --- | ---- | ---------------------------------------------------------- |
| 1  | باريس سان جيرمان | 3   | 3 | 0 | 0 | 10   | 2   | +8  | 9    | بطل الكأس الدولية للأبطال 2016 في الولايات المتحدة وأوروبا |
|    |                  |     |   |   |   |      |     |     |      |                                                            |
| 2  | ليفربول          | 3   | 2 | 0 | 1 | 6    | 1   | +5  | 6    |                                                            |
| 3  | تشيلسي           | 3   | 2 | 0 | 1 | 6    | 4   | +2  | 6    |                                                            |
| 4  | برشلونة          | 3   | 2 | 0 | 1 | 7    | 7   | 0   | 6    |                                                            |
| 5  | ريال مدريد       | 3   | 2 | 0 | 1 | 5    | 5   | 0   | 6    |                                                            |
| 6  | بايرن ميونخ      | 2   | 1 | 0 | 1 | 7    | 5   | +2  | 3    |                                                            |
| 7  | إنتر ميلان       | 3   | 1 | 0 | 2 | 4    | 7   | −3  | 3    |                                                            |
| 8  | ميلان            | 2   | 0 | 0 | 2 | 4    | 8   | −4  | 0    |                                                            |
| 9  | ليستر سيتي       | 2   | 0 | 0 | 2 | 3    | 9   | −6  | 0    |                                                            |
| 10 | سلتيك            | 2   | 0 | 0 | 2 | 2    | 6   | −4  | 0    |                                                            |